# トヨタシステムリサーチ
株式会社トヨタシステムリサーチ（英：Toyota System Research Inc. 略称：TSR）は、かつて存在したCAEやECU関連のシステム会社。2001年にトヨタコミュニケーションシステムに統合された。

## 沿革
- 1990年9月 - トヨタ自動車と富士通の合弁により、株式会社トヨタシステムリサーチを設立（資本金3億円）。
- 2001年4月 ‐ トヨタシステムインターナショナル、トヨタソフトエンジニアリング及び当社の3社が合併し、株式会社トヨタコミュニケーションシステム（TCS）を設立。